# Playa de La Calina
La playa de la Calina es una de las playas del  concejo asturiano de El Franco, en el occidente de Asturias. Es una playa muy pequeña, de ahí su nombre —diminutivo de «cala»—, y está en la localidad de La Caridad. Tiene una longitud de unos diez metros y una anchura media de cinco metros con arenas grises y cantos rodados pequeños. Su entorno es de tipo rural y el grado de ocupación es muy pequeño.
Se llaga a la playa por una carretera que sube por el este desde la Playa de Pormenande. En esta subida hay que desviarse en la primera pista y andando unos 300 metros se llega a la playa. Cuando hay grandes  bajamares se puede acceder desde aquí a la vecina Playa de Riboira. La pesca recreativa es la actividad más adecuada y deportiva así como el baño. Hay que tener precaución en la bajada de la rasa costera hasta la playa.